# Гаврищук, Григорий Васильевич
Григорий Васильевич Гаврищук (1902, с. Космач, Косовский район, Ивано-Франковская область — 22 июня 1965) — украинский советский хозяйственный, государственный и политический деятель.

## Биография
Родился в селе Космач (ныне — Косовский район Ивано-Франковской области).
Потомственный лесоруб. Окончил 4 класса сельской школы и с 1919 года 20 лет проработал лесорубом в Карпатах. В сентябре 1939 организовал в родном селе отряд «народной милиции» для самообороны от поляков.
Был избран в состав Полномочной комиссии для доклада правительству СССР о решении Народных Сборов Западной Украины. Выступал в Москве на внеочередной сессии ВС СССР. Участник Великой Отечественной войны. Член ВКП(б) с 1944 года.
С 1 февраля 1945 по 1 февраля 1950 года был председателем горисполкома Коломыи, избирался депутатом Верховного Совета СССР 1-5 созывов (1940-62), дослужился до руководителя треста «Прикарпатліс». Благодаря ему в Космаче были построены Народный дом и форельный комплекс. В 1958-65 проживал в Ивано-Франковске на ул. Драгоманова, 8, где в 1987 году ему была установлена мемориальная доска (снята в 1996).
Избирался депутатом Верховного Совета СССР 1-го, 2-го, 3-го, 4-го, 5-го созывов.